# Distrito de Kyrenia
Kyrenia (Girne) (en idioma griego: Επαρχία Κερύνειας, en idioma turco: Girne Bölgesi) es uno de los seis distritos en los que se encuentra dividida la República de Chipre y uno de los cinco distritos en los que se divide el estado de facto denominado República Turca del Norte de Chipre (RTNC).

## Geografía

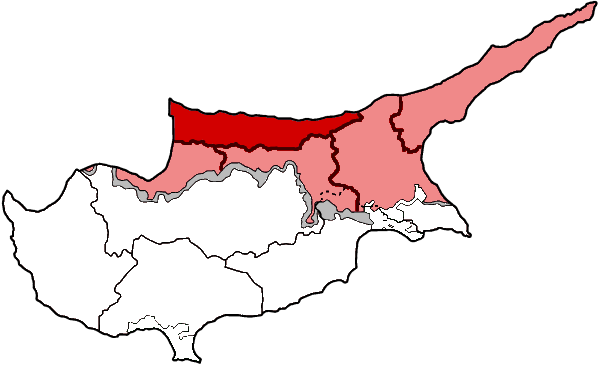
Las fronteras del distrito de Kyrenia (Girne), según la división territorial de la RTNC.

Abarca una superficie de unos seiscientos cuarenta kilómetros cuadrados. En el norte y oeste, el distrito de Kyrenia se encuentra bañado por el mar Mediterráneo. Al sur, comparte fronteras, de acuerdo con la división administrativa y territorial de la República de Chipre, con el Distrito de Nicosia, y de acuerdo con la división administrativa y territorial de la RTNC - con el Distrito de Güzelyurt. Al este, de acuerdo con la división administrativa y territorial de la República de Chipre, limita con el Distrito de Famagusta, de acuerdo con la división administrativa y territorial de la RTNC, con el Distrito de Gazimağusa. El centro administrativo del distrito es la ciudad de Quirenia.

## Estadísticas
El distrito de Kyrenia es el único (de acuerdo a la división administrativa de la República de Chipre), cuyo territorio está totalmente controlado por la no reconocida República Turca del Norte de Chipre, sin embargo hay un administración griega en el exilio, con sede en Nicosia.
La población del distrito es de 62.158 habitantes, incluyendo el centro administrativo, en el cual residen unas 26.067 personas, la mayoría de etnia turca.